# Ceyx fallax
Guarda-rios-pigmeu-de-celebes ou martim-pigmeu-da-celebes (Ceyx fallax) é uma espécie de ave da família Alcedinidae.
É endémica da Indonésia. Os seus habitats naturais são: florestas secas tropicais ou subtropicais. Está ameaçada por perda de habitat.